# (6160) Minakata
(6160) Minakata est un astéroïde de la ceinture principale.

## Description
(6160) Minakata est un astéroïde de la ceinture principale. Il fut découvert le 15 mai 1993 à Nachikatsuura par Yoshisada Shimizu et Takeshi Urata. Il présente une orbite caractérisée par un demi-grand axe de 2,30 UA, une excentricité de 0,19 et une inclinaison de 4,8° par rapport à l'écliptique.

## Compléments